# Genevieve Nnaji

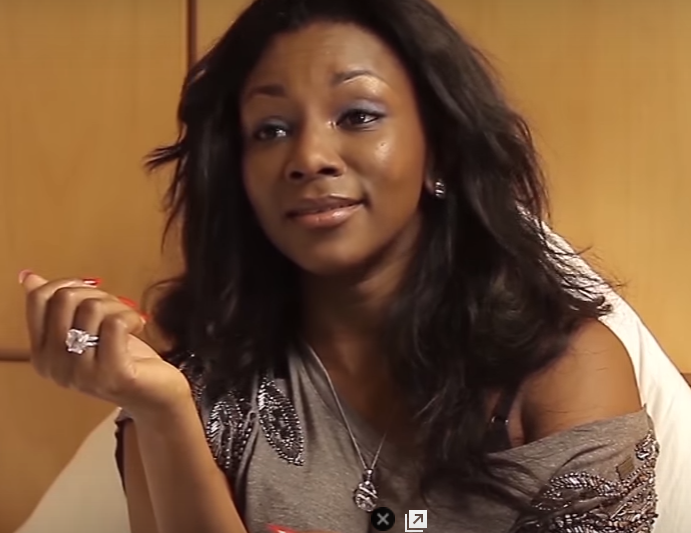

Genevieve Nnaji (sinh ngày 3 tháng 5 năm 1979) là một nữ ca sĩ và diễn viên người Nigeria. Năm 2005, bà thắng giải nữ diễn viên chính xuất sắc nhất tại lễ trao giải của học viện phim ảnh châu Phi (tên tiếng Anh: Africa Movie Academy Award) và nhờ đó, bà là nữ diễn viên đầu tiên nhận được giải thưởng này. Năm 2011, bà được chính phủ Nigeria trao huân chương của liên bang vì những cống hiến của bà cho Nollywood (Nền công nghiệp điện ảnh của Nigeria).

## Lí lịch
Genevieve Nnaji được sinh ra trong một gia đình 8 anh chị em ở khu vực phía nam Nigeria là Mbaise, bang Imo, bà là con thứ 4. Tuy nhiên, bà lớn lên ở Lagos. Cha bà là kĩ sư, còn mẹ bà là giáo viên mầm non. Bà học trường đại học nữ giám lý ở Yaba, bang Lagos, sau đó bà chuyển sang học trường đại học Lagos. Trong khi đang học ở đó, bà bắt đầu việc diễn xuất trong các bộ phim của Nollywood.

## Sự nghiệp
Bà diễn xuất lần đầu tiên là ở một vở kịch opera truyền hình vào năm 8 tuổi. Năm 19 tuổi, bà góp mặt vào bộ phim Most Wanted, tiếp đó là là Last Party, Mark of the Beast và Ijele. Năm 2010, bà Nnaji đóng bộ phim Ijé: The Journey. Bà đã đóng vai chính trong hơn 80 bộ phim của Nollywood.

## Phim ảnh
Dưới đây là những bộ phim mà bà đã đóng:
- Farming (post-production) (Chưa công chiếu)
- Lionheart (2018)
- Road to Yesterday (2015)
- Half of a Yellow Sun (2013)
- Doctor Bello (2013)
- Sacred Lies (2011)
- Sacred Lies 2 (2011)
- Sacred Lies 3 (2011)
- Sacred Lies (2011)
- The Mirror Boy (2011)
- Bursting Out (2010)
- Tango with Me (2010)
- Ijé: The Journey (2010)
- Silent Scandal (2009)
- Silent Scandal 2 (2009)
- Beautiful Soul (2008)
- Beautiful Soul 2 (2008)
- Broken Tears (2008)
- Broken Tears 2 (2008)
- Critical Condition (2008)
- Critical Condition 2 (2008)
- Love My Way (2008)
- Love My Way 2 (2008)
- My Idol (2008)
- My Idol 2 (2008)
- River of Tears (2008)
- River of Tears 2 (2008)
- Sister's Love (2008)
- Sister's Love 2 (2008)
- Sister's Love 3 (2008)
- Sister's Love (2008)
- Keep My Will (2007)
- Keep My Will 2 (2007)
- Letters to a Stranger (2007)
- Unfinished Business (2007)
- Unfinished Business 2 (2007)
- Warrior's Heart (2007)
- Warrior's Heart 2 (2007)
- Warrior's Heart 3 (2007)
- Wind of Glory (2007)
- Wind of Glory 2 (2007)
- Wind of Glory 3 (2007)
- Girls Cot (2006)
- Girls Cot 2 (2006)
- Girls Cot 3 (2006)
- 30 Days (2006)
- Darkest Night (2005)
- Darkest Night 2 (2005)
- Games Women Play (2005)
- Games Women Play 2 (2005)
- Rip-Off (2005)
- Rip-Off 2 (2005)
- Bumper to Bumper (2004)
- Bumper to Bumper 2 (2004)
- Critical Decision (2004)
- Critical Decision 2 (2004)
- Dangerous Sisters (2004)
- Dangerous Sisters 2 (2004)
- Goodbye New York (2004)
- Good Bye York 2 (2004)
- He Lives in Me (2004)
- He Lives in Me 2 (2004)
- Into Temptation (2004)
- My First Love (2004)
- My First Love 2 (2004)
- Never Die for Love (2004)
- Never Die for Love 2 (2004)
- Promise Me Forever (2004)
- Promise Me Forever 2 (2004)
- Stand by Me (2004)
- Stand by Me 2 (2004)
- Treasure (2004)
- Treasure 2 (2004)
- Unbreakable (2004)
- We Are One (2004)
- We Are One 2 (2004)
- Above Death: In God We Trust (2003)
- Blood Sister (2003)
- Blood Sister 2 (2003)
- Break Up (2003)
- Break Up 2 (2003)
- Butterfly (2003)
- By His Grace (2003)
- Church Business (2003)
- Church Business 2 (2003)
- Deadly Mistake (2003)
- Emergency Wedding (2003)
- Emotional Tears (2003)
- Emotional Tears 2 (2003)
- For Better for Worse (2003)
- For Better for Worse 2 (2003)
- Honey (2003)
- Honey 2 (2003)
- Jealous Lovers (2003)
- Jealous Lovers 2 (2003)
- Last Weekend (2003)
- Last Weekend 2 (2003)
- Late Marriage (2003)
- Love (2003)
- My Only Love (2003)
- Not Man Enough (2003)
- Not Man Enough 2 (2003)
- Passion & Pain (2003)
- Passions (2003)
- Player: Mr. Lover Man (2003)
- Private Sin (2003)
- Private Sin 2 (2003)
- Sharon Stone in Abuja (2003)
- Super Love (2003)
- The Chosen One (2003)
- The Chosen One 2 (2003)
- Women Affair (2003)
- Battle Line (2002)
- Battle Line 2 (2002)
- Formidable Force (2002)
- Keeping Faith: Is That Love? (2002)
- Power of Love (2002)
- Power of Love 2 (2002)
- Runs! (2002)
- Sharon Stone (2002)
- Sharon Stone 2 (2002)
- Valentino (2002)
- Valentino 2 (2002)
- Death Warrant (2001)
- Fire Dancer (2001)
- Fire Dancer 2 (2001)
- Love Boat (2001)
- Camouflage (1999)
- Most Wanted (1998)
- Most Wanted 2 (1998)